# Ruqayya bint Muhámmad
Ruqayya bint Muhámmad (601-624) (en árabe: رقية بنت النبي محمد) era hija del Profeta Mahoma y Jadiya. Se casó con Utbah ibn Abi Lahab, pero se divorció de ella tras su conversión al islam. Es descrita como "La que emigró dos veces", ya que participó tanto en la migración a Abisinia como en la migración hacia Medina. Murió en Medina en el año 624, al mismo tiempo que sucedió la batalla de Badr.

## Biografía
Ruqayya nació antes del comienzo del Islam. Abu Lahab se acercó a Mahoma y le pidió que casase a sus dos hijas con sus dos hijos: Ruqayya con Utbah ibn Abi Lahab, y Umm Kulthum con Utaybah. Más tarde, cuando Mahoma comenzó a predicar abiertamente el islam, Abu Lahab se volvió hostil y se opuso activamente al islam. Después de que la sura Al-Masadd se publicara, ordenó a sus dos hijos que se divorciaran de las hijas de Mahoma, y ellos lo hicieron.
Después del divorcio de Ruqayyah, Uthmán Ibn Affán pidió su mano en matrimonio. Tuvieron un hijo llamado Abdallah, pero morirá muy joven. 

## Migraciones

### Migración hacia Abisinia
Debido a la opresión que recibían los musulmanes en La Meca, un pequeño grupo de musulmanes debió emigrar a Abisinia. En este primer grupo se fueron Ruqayya y su esposo. Su estancia en Abisinia no duró mucho, ya que llegó la noticia de que los mecanos habían cesado las hostilidades contra el islam. Ruqayya y Uthmán regresaron a La Meca, pero allí se encontraron con que la noticia era falsa, y que los mecanos habían intensificado dichas hostilidades. Ruqayya y su esposo tuvieron que volver a emigrar a Abisinia.

### Migración hacia Medina
Muchos musulmanes decidieron quedarse en Abisinia y vivir allí hasta recibir la orden directa de emigrar hacia Medina. Sin embargo, algunos musulmanes optaron por viajar hacia La Meca, y Ruqayyah estaba entre ellos. A su regreso, se enteró de que su madre, Jadiya, había fallecido durante su ausencia. Su estancia en La Meca no duró mucho ya que emigró a Medina. Fue en Medina donde su hijo Abd-Allah fallecerá un año después que ella.
Cuando Usama ibn Zayd fue enviado a su casa a hacer un recado, Mahoma se lo encontró mirándola alternativamente a ella y a Uthmán. Mahoma le preguntó: "¿Has visto alguna vez una pareja más hermosa que esos dos?" y el joven asintió.
Su dolor por la pérdida de su madre se vio agravado por una enfermedad (se cree que fue el sarampión), que la dejó postrada en la cama, al mismo tiempo que la batalla de Badr se llevaba a cabo. Ruqayyah falleció antes de que los musulmanes regresaran de la batalla, y fue enterrada en el cementerio de Yánnat ul-Baqí. Uthmán permaneció a su lado durante su enfermedad, y no participó en la batalla.